# Grenier-Montgon
Grenier-Montgon é uma comuna francesa na região administrativa de Auvérnia-Ródano-Alpes, no departamento de Alto Loire. Estende-se por uma área de 4,96 km². Em 2010 a comuna tinha 116 habitantes (densidade: 23,4 hab./km²).